# Göta trängregementes detachement i Nora
Göta trängregementes detachement i Nora, även känt som Göta trängregementes kompani i Nora (T 2 N), var ett trängförband inom svenska armén som verkade i olika former åren 1945–1952. Förbandsledningen var förlagd i Nora.

## Historik
Inför försvarsbeslutet 1942 föreslog en försvarsutredning att trängtrupperna skulle tillämpa en mer spridd mobilisering mot vad man hittills haft. Därmed ansågs även att trängtruppernas fredsorganisation borde utökas med sju mobiliseringscentraler för truppslaget. Vidare ansåg försvarsutredningen att ett trängförband borde förläggas till V. militärområdet, det i syfte att möjliggöra i en större uträckning samövning mellan trängförband samt andra truppslag i fredsorganisationen. Som förslag föreslog att ett kompani ur Göta trängkår (T 2) skulle förläggas till militärområdet, där man ansåg att Nora borde utgöra en lämplig förläggningsort. Därmed ansågs även att detachementet skulle anta namnet Göta trängkårs kompani i Nora (T 2 N). Då det inte sedan tidigare fanns något etablissement att tillgå i Nora, föreslogs att ett nytt etablissement skulle uppföras till kompaniet. Vidare ansågs att kompaniet i förvaltningshänseende skulle vara underställt chefen för Göta trängkår. Den nya organisationen föreslogs gälla från april 1943, därmed skulle kompaniet till en början organiseras och utbildas i Skövde innan etablissement i Nora var färdigställt.
Den 17 juni 1942 antog riksdagen regeringens proposition och förbandet påbörjades uppsättas i Skövde. Den 1 april 1945 var etablissement i Nora färdigt och kompaniet bildades officiellt och utgjorde därmed femte trängförbandet samt mobiliseringscentral för trängtrupperna. År 1946 utökades detachementet med ett ytterligare kompani. Vissa källor menat på att förbandet därmed antog namnet Göta trängkårs detachement i Nora. I samband med att Göta trängkår omorganiserades och fick status den 1 januari 1951 som regemente, antog detachementet namnet Göta trängregementes kompani i Nora.
År 1947 började politiker samt armén föra diskussioner om det var ekonomiskt försvarbart med ett detachement i Nora. År 1951 föreslog regeringen för riksdagen om en begränsning av arméns fredsorganisation, vilket innebar att Norrbottens artillerikår (A 5), Skånska kavalleriregementet (K 2), Öresunds marindistrikt (MDÖ) och Göta trängregementes kompani i Nora (T 2 N) skulle avvecklas och upplösas. Riksdagsbeslutet angav att detachementet skulle utgå ur fredsorganisationen budgetåret 1952/1953. Vidare föreslog regeringen att förbandets permanent organiserade sjukvårdskompani skulle omlokaliseras till Sollefteå garnison, för att där samlokaliseras med Västernorrlands regemente, men underställas chefen för Norrlands trängregemente. Regeringens proposition antogs av riksdagen och därmed beslutades även att detachementet i Nora skulle utgå ur fredsorganisationen.
Den 30 juni 1952 upplöstes Göta trängregementes kompani i Nora. Ett kompani överfördes till Sollefteå och ett kompani överfördes till Livregementets grenadjärer (I 3) i Örebro garnison. Den 1 juli 1952 inrättades istället en mobiliseringscentral under namnet Göta trängregementes mobiliseringscentral i Nora (T 2 mobc N). Mobiliseringscentralen upplöstes och avvecklades i sin tur den 31 mars 1957. Kvarvarande delar omorganiserades till en förrådsort till Göta trängregemente (T 2).

## Verksamhet
Trots sitt namn så utgjordes detachementet av två sjukvårdskompanier. Dock så var det endast ett av de två kompanierna som var permanent. De två kompanierna hade tillsammans en värnpliktskontingent på cirka 150–200 man och cirka 40 officerare samt civilanställda. Detachementets huvudsakliga uppgift var sjukvårdstjänst. De två kompanierna var uppdelade för två olika ändamål. Ett kompani försåg trängtrupperna med underbefäl och soldater till etappsjukhusens kompanier. Det andra kompaniet försåg infanteriet och artilleriet inom militärområdet med sjukvårdare. Detachement lydde under chefen för Göta trängregemente men understöddes av Livregementets grenadjärer (I 3) i Örebro i form av förnödenheter.
- Detachementschef med stab
- Garage och verkstad
- Kasernavdelning
- Intendenturavdelning med övningsförråd
- Sjukvårdsavdelning
- Sjukhus
- Proviant- och köksavdelning
- 5. sjukhuskompaniet
- 7. sjukhuskompaniet

## Förläggningar och övningsplatser
Detachementet förlades till Hagby i västra Nora. År 1942 uppfördes kasernetablissementet i Nora, vilket omfattade cirka 25 byggnader. De 25 byggnaderna utgjordes av expeditions- och mässbyggnad, matsal och marketenteri, sjukhus och kaserner. Kasernerna uppfördes som plutonskaserner i ett plan med källarvåning. Varje kasern bestod av åtta logement med en genomgående korridor och hade förläggningsutrymme för 48 personer plus fyra furier fördelade på två underbefälsrum. Kasernbyggnad 3 kallades för Främlingslegionen, det på grund av att den inhyste värnpliktiga som inte kom från ett trängförband. I den sydvästra delen uppfördes en skjutbana för pistol och kulsprutepistol.
År 1950 framförde civilförsvarsstyrelsen ett förslag om att omorganisera statens civilförsvarsskola. Där civilförsvarsstyrelsen föreslog att civilförsvarsskolan skulle få en ny förläggning, där Hagby, Nora var ett av de alternativ som föreslogs. Försvarets fastighetsnämnd undersökte även möjligheterna att förlägga Infanteriskjutskolan (InfSS) till Nora. Dock gick det inte att anskaffa, ett för Infanteriskjutskolan, användbart övningsfält i Noras närhet. När detachementet avvecklades 1952, delades kasernetablissementet i två delar, en nordöstra del som utgjordes av förläggningsbyggnaderna samt en sydvästra del vilken bestod av ett antal förrådsbyggnader. Den nordöstra delen utbjöds av kronan till försäljning. År 1955 såldes området till Örebro läns landsting. Efter viss ombyggnation öppnade landstingen i juli 1956 sitt vårdhem som kom att gå under namnet Hagbyhemmets långvårdssjukhus, vilket vårdade personer med olika grad av funktionsnedsättning från hela landet. År 1985 beslutade riksdagen att alla vårdhem för psykiskt utvecklingsstörda skulle avvecklas. Kvar av landstingets verksamhet finns en mottagning för vuxenhabilitering. 
På området finns även ishallen Dynohallen, Norvalla IP samt Nora folkets park. Av de ursprungliga byggnaderna återstår vaktkasernen, de tre plutonskasernerna samt matinrättningen. Expeditions- och mässbyggnaden flyttades 1972 till Lindesberg och återfinns sedan dess som kontorsbyggnad på Stafettgatan 3. Den gamla sjukhusbyggnaden revs 1998 och delar av byggnaden kom att användas vid uppförandet av byggnad som uppfördes vid den närbelägna Norvalla idrottsplats.

## Heraldik och traditioner
Den 4 juni 1947 överlämnade ställföreträdande militärbefälhavaren, överste Harald Hægermark, den tretungade svenska fanan till dåvarande detachementchefen Agne Wärnsund. Fanan som överlämnades under en ceremoni på torget i Nora, sågs som ett tecken på att förbandet var inrangerat bland arméns övriga förband. Den 19 oktober 1985 avtäcktes en minnessten vid infarten till det före detta kasernetablissementet. På stenen är det ristat "Här vapenövades Kungl. Göta trängkårs kompani i Nora 1945–1952. År 1991 firade Göta trängregemente 100 år som förband, vilket regementet då uppmärksammade med minnesceremonier på de platser som regementet verkat vid. I april 1991 anlände regementet med dess 4. kompani till Nora. Där två före detta detachementchefer överstelöjtnant Agne Wärnsund samt överste Sigurd S:son Melin medverkade under minnesceremonin, vilken hölls i både Hagby och på Nora torg. I samband med ceremonin på Nora torg meddelade regementschefen Tord Björkman att regementets 4. kompani (sjukvårdskompaniet) tilldelats namnet Nora kompani. Den 4 maj 1991 som var finalen på regementets jubileumsfirande tilldelades regementets kompanier egen fanor, vilka överlämnades av Prinsessan Désirée. Nora kompanis fana bär regementets vapen på röd duk, i övre vänster hörn Nora kommuns heraldiska vapen. Nora kompanis fana fördes av kompaniet i samband med Livregementets grenadjärers högtidsceremoni i Örebro den 28 juni 1992, då regementet högtidlighöll upphörandet av grundutbildningsverksamheten vid regementet.

## Förbandschefer
Förbandschefen hade befattningen detachement- och kompanichef.

- 1945–1948: Major Agne Wärnsund
- 1948–1950: Major Sigurd S:son Melin[11]
- 1950–1952: Kapten Gustaf Walldén [12]

## Namn, beteckning och förläggningsort
| Kungl. Göta trängkårs kompani i Nora                    | 1945-04-01 | – | 1949-06-30 |
| Kungl. Göta trängregementes kompani i Nora              | 1949-07-01 | – | 1952-06-30 |
| Kungl. Göta trängregementes mobiliseringscentral i Nora | 1952-07-01 | – | 1957-03-31 |

| T 2 N      | 1945-04-01 | – | 1952-06-30 |
| T 2 mobc N | 1952-07-01 | – | 1957-03-31 |

| Nora | 1945-04-01 | – | 1957-03-31 |

## Galleri

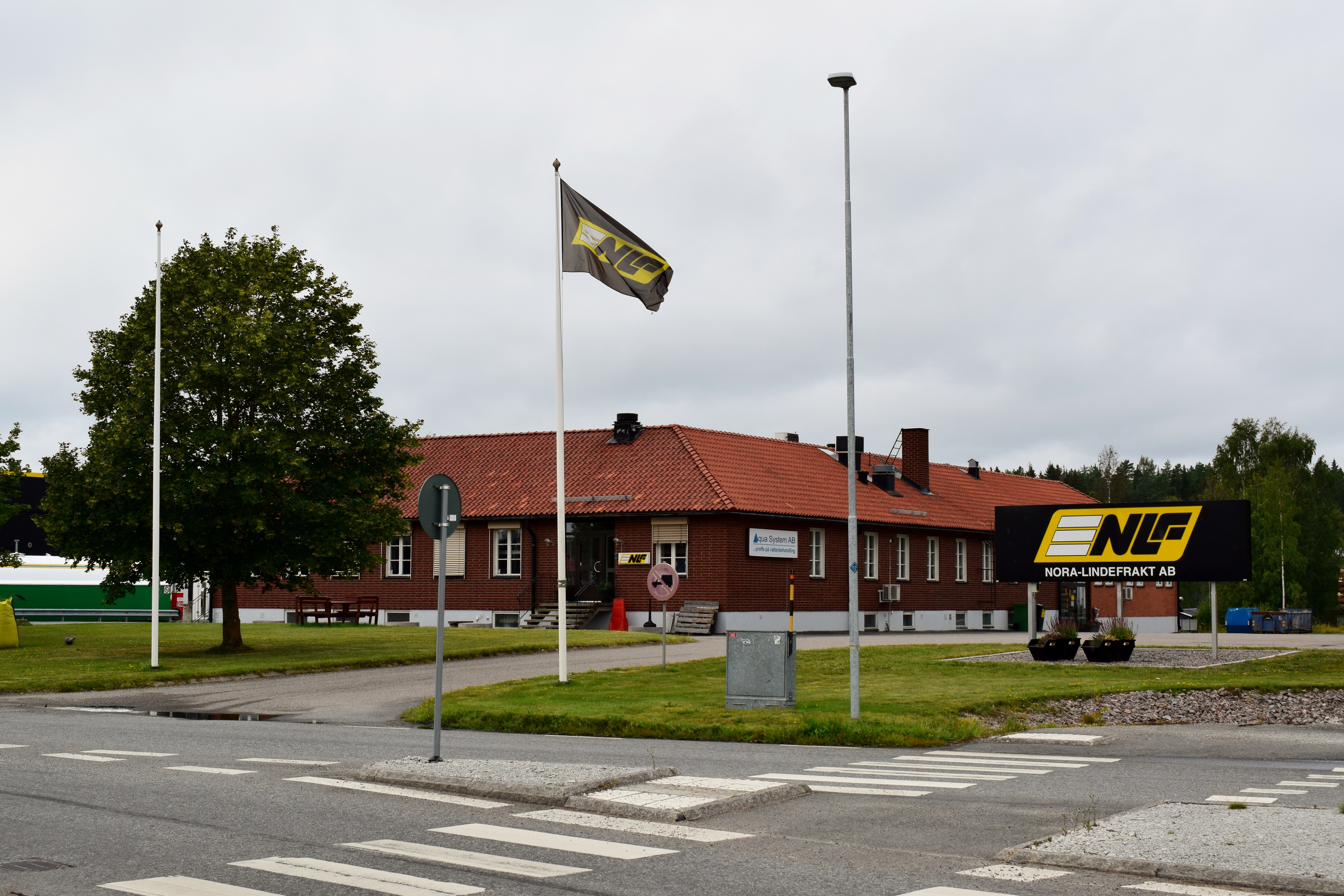
Framsidan av den före detta expeditions- och mässbyggnaden, numer kontor i Lindesberg.
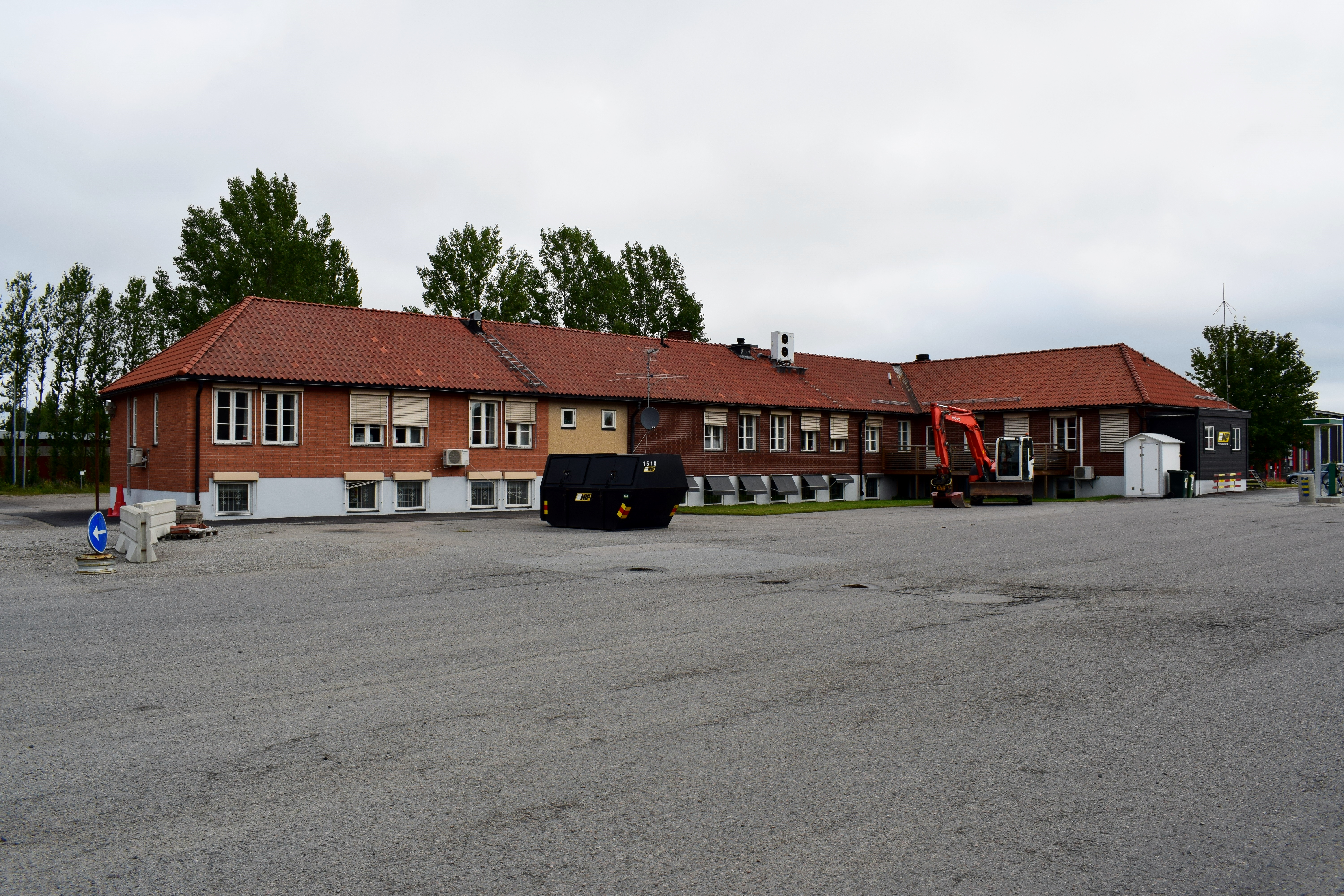
Baksidan av den före detta expeditions- och mässbyggnaden, numer kontor i Lindesberg.
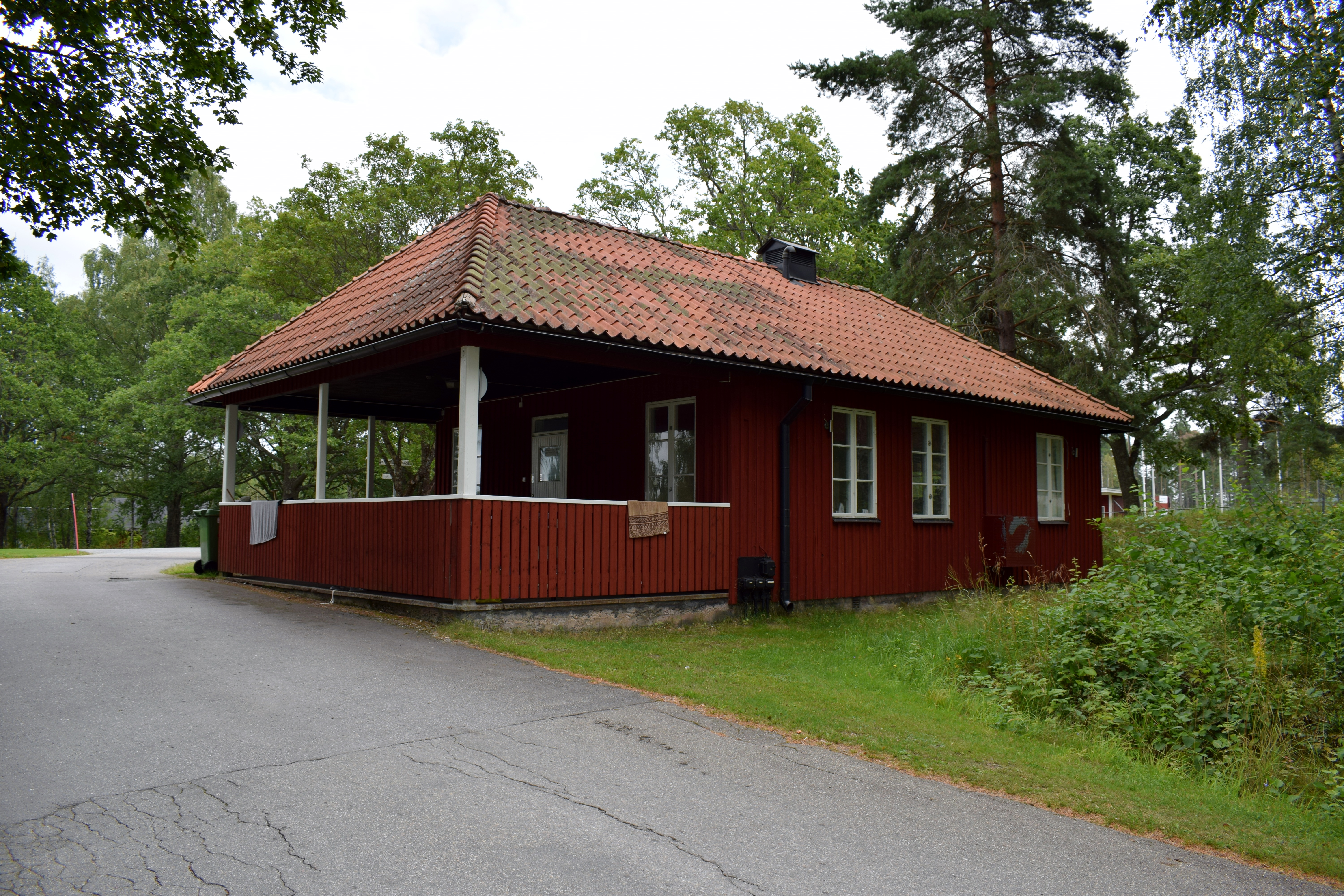
Den före detta vaktkasernen vid detachementet i Nora.
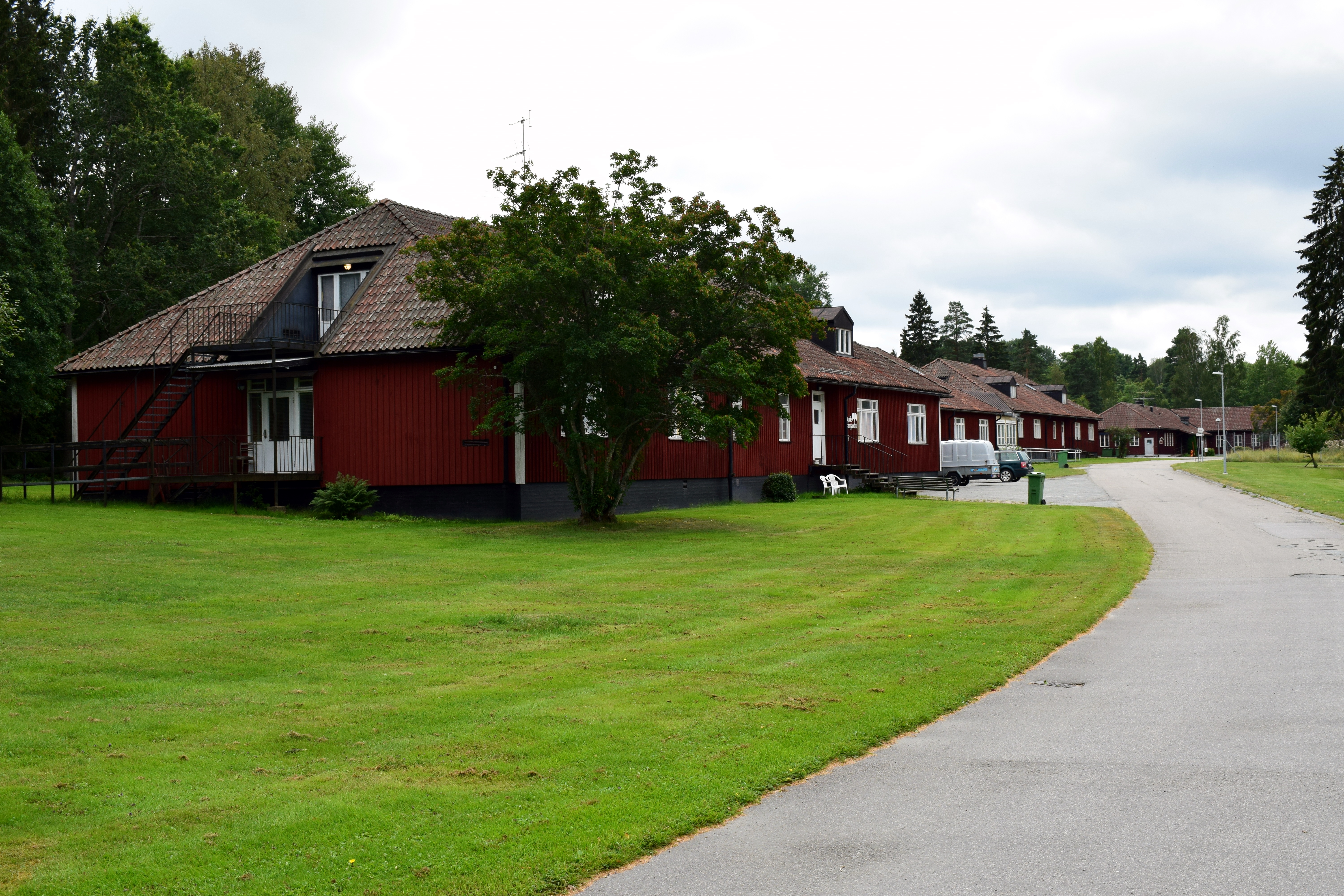
De före detta kasernerna vid detachementet i Nora.
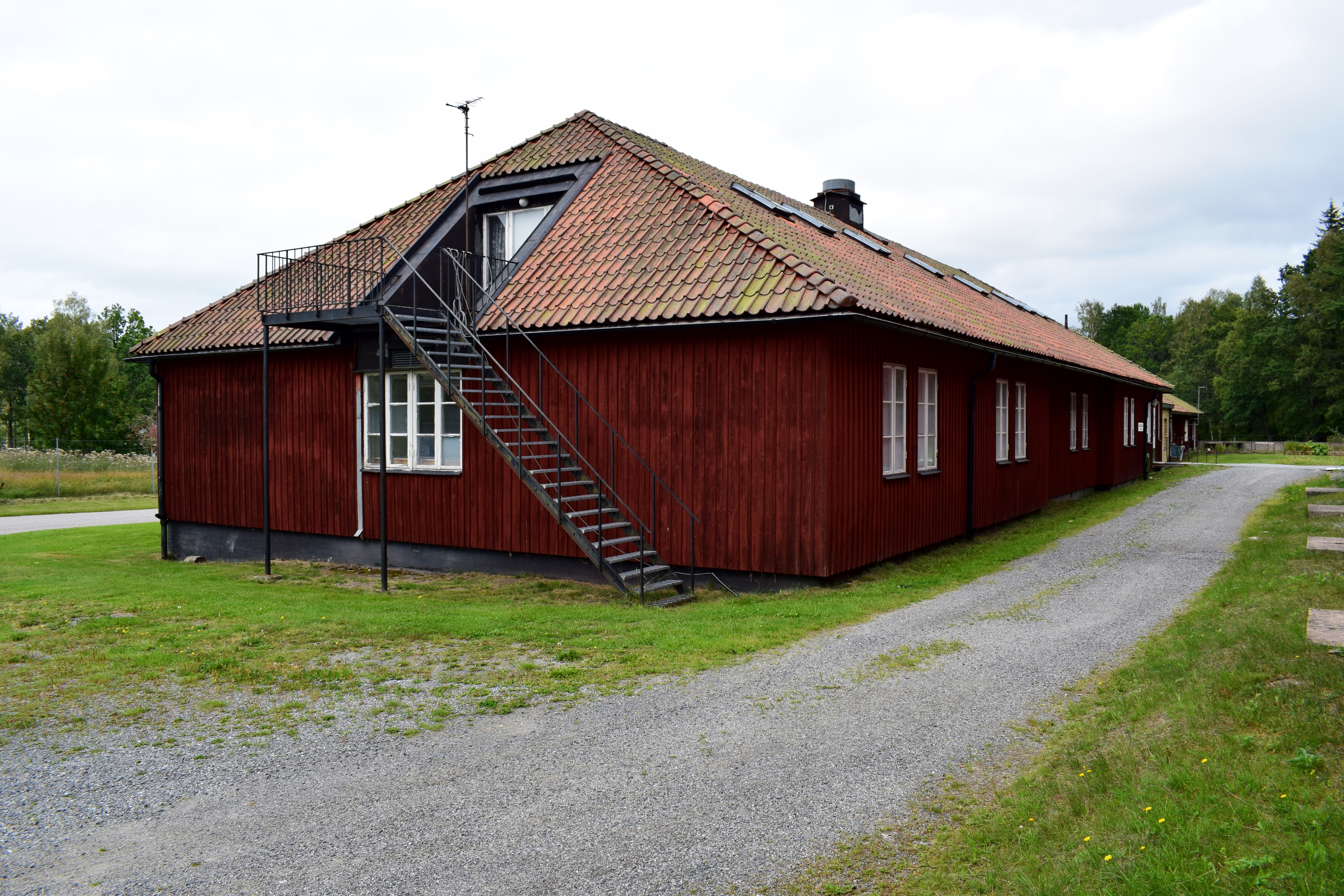
Baksidan av Kasern 3 vid detachementet i Nora.
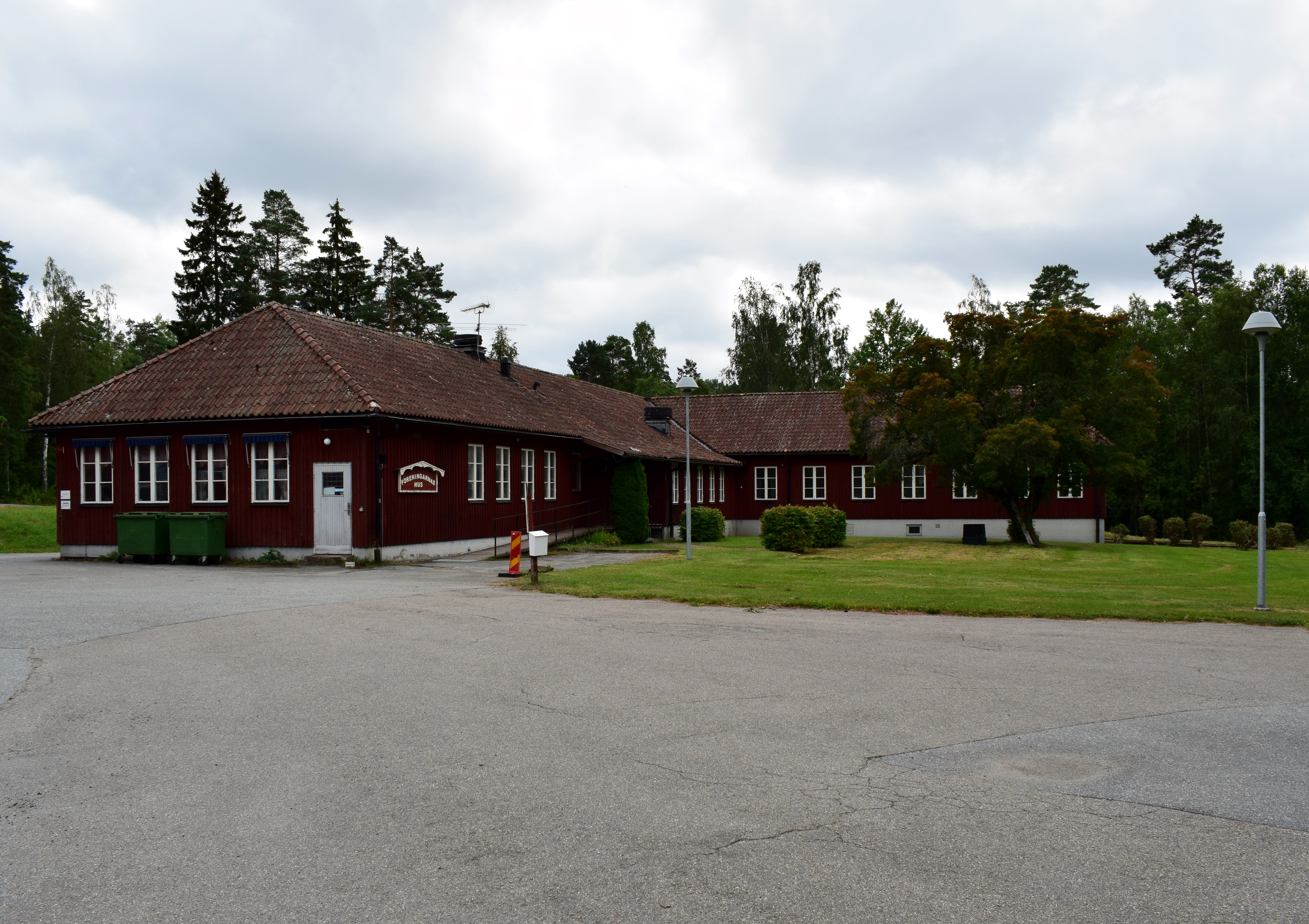
Den före detta matinrättningen vid detachementet i Nora.
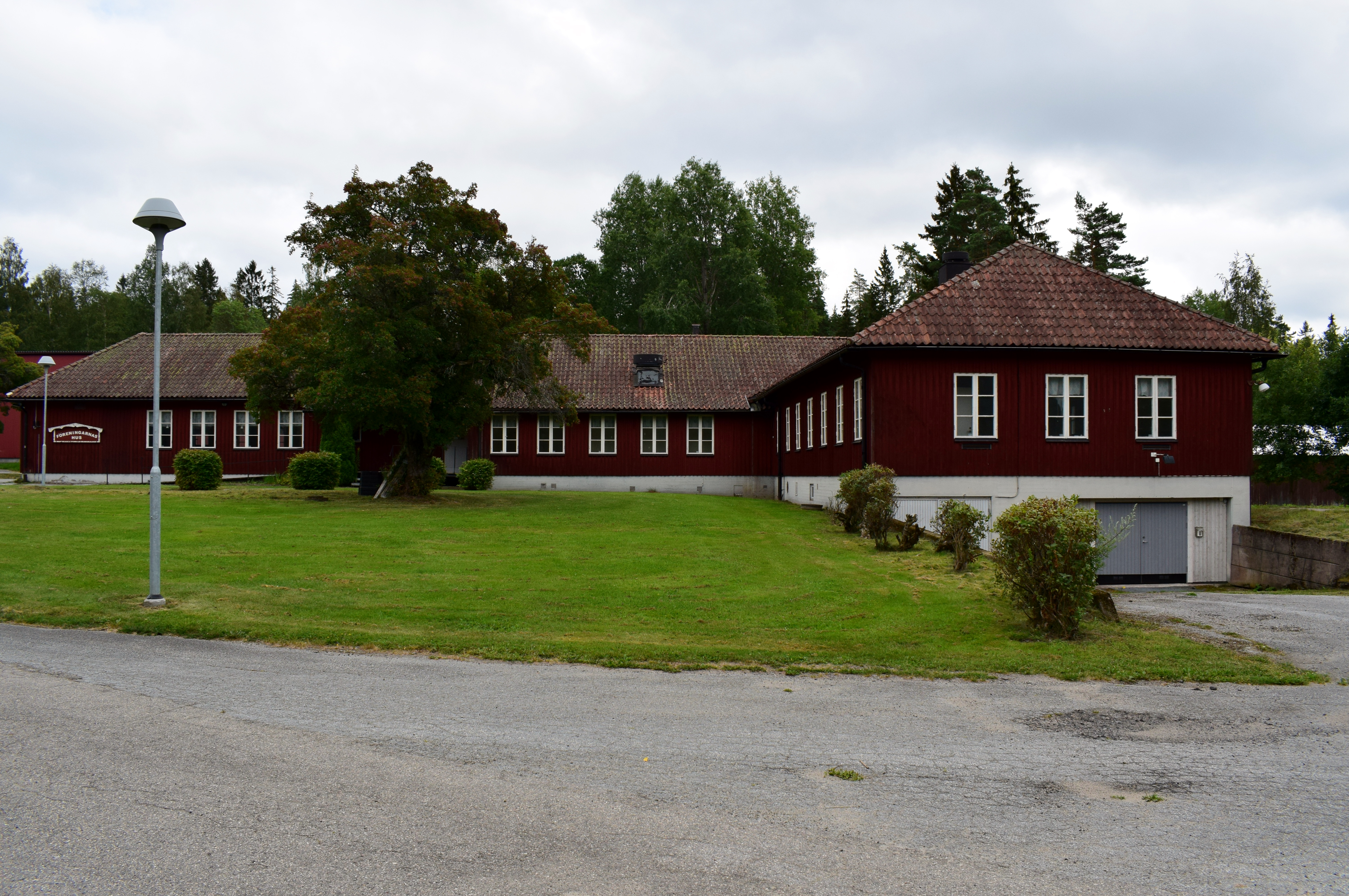
Den före detta matinrättningen vid detachementet i Nora.
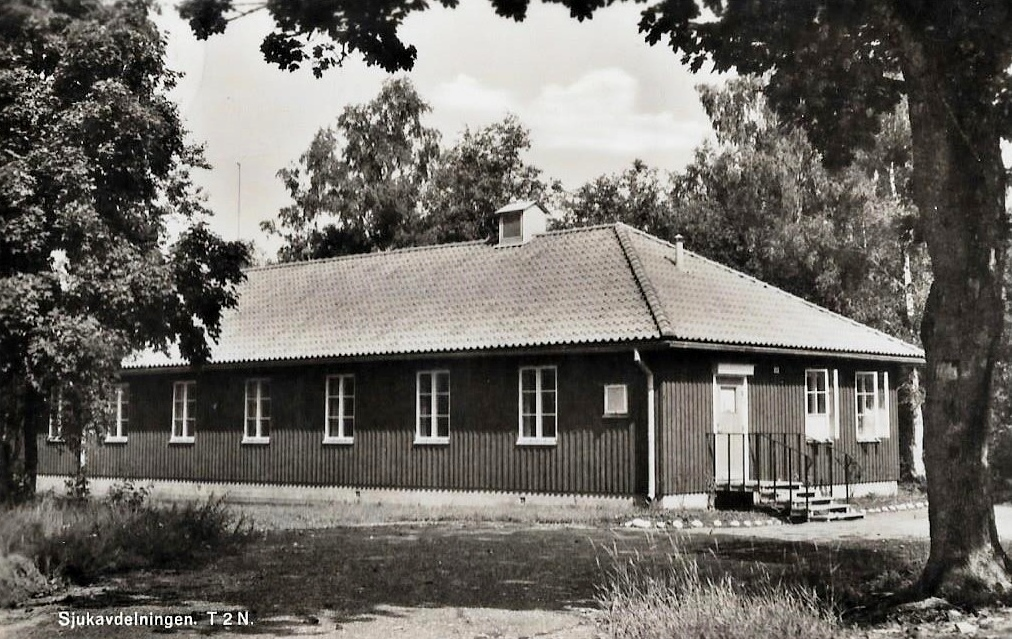
Sjukhusbyggnaden, riven sedan 1998.
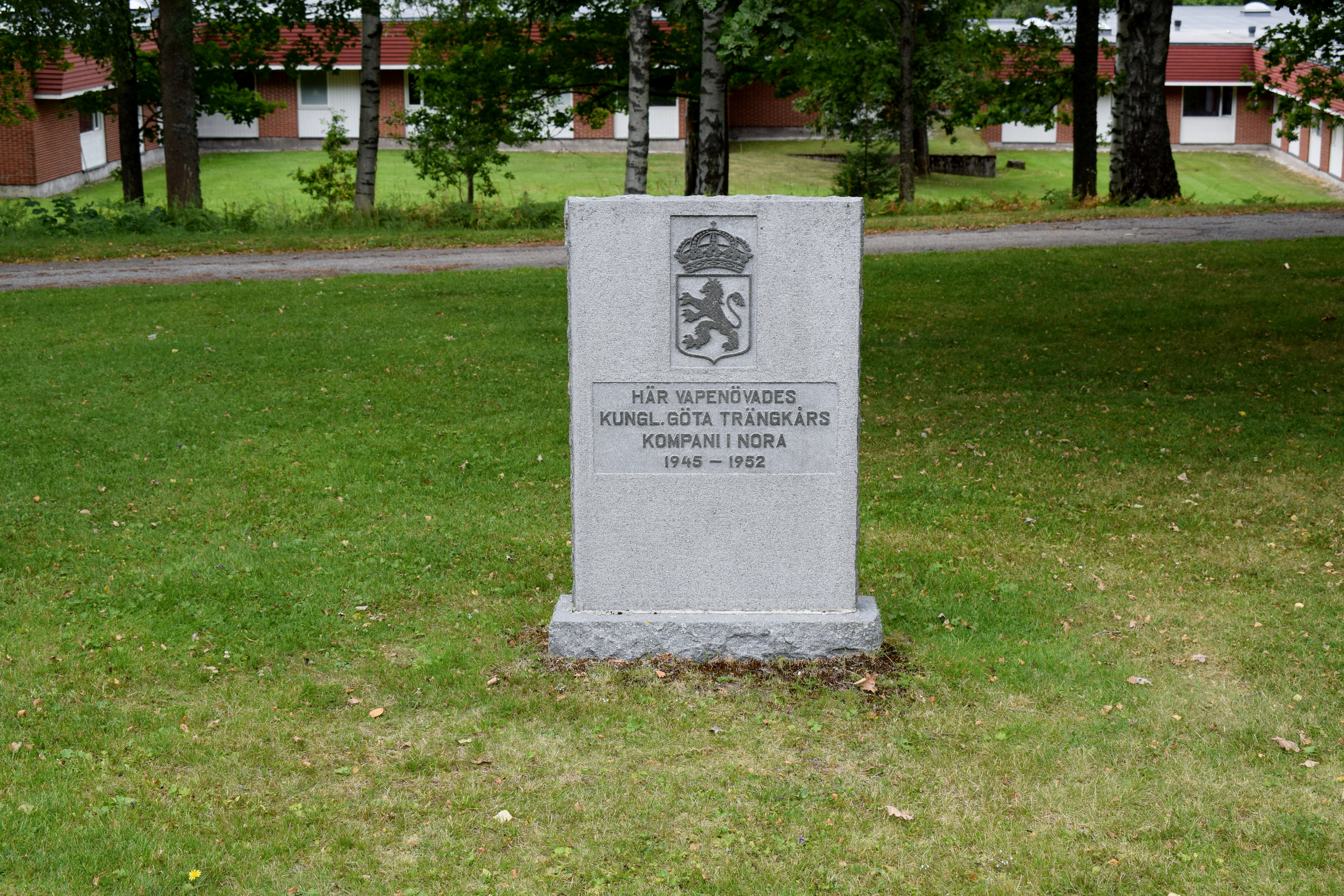
Framsidan av detachementets minnessten.
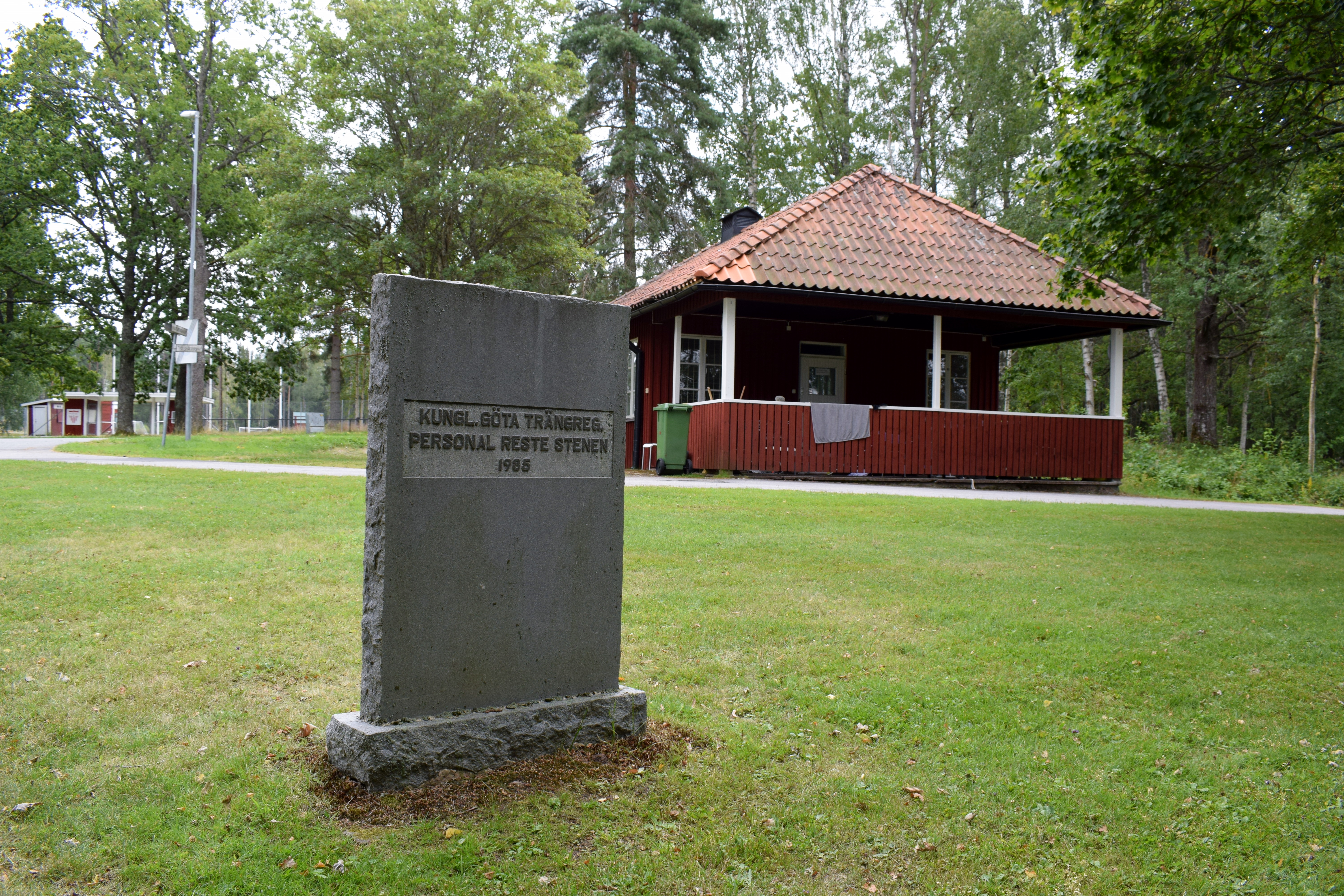
Baksidan av detachementets minnessten med vaktkasernen i bakgrunden.